# Каундинья II
Каундинья II (кхмер. កៅណ្ឌិន្យទី២) или Каундиньяварман (кхмер. កៅណ្ឌិន្យវម៌្), в китайских источниках упоминается как Цзяо Чжэн-Ю (кит. 僑陳如, умер до 434) — полуисторический-полулегендарный правитель Бапнома (400—430).

## Биография
По легендам, основатель этой династии был индийским брахманом. При каких обстоятельствах он оказался на престоле Фунани, — неизвестно. Из источников известно, что он прибыл из Индии в V веке для того, чтобы возродить позабытые индийские обычаи. Он изменил законы Фунани так, чтобы они соответствовали индийским. Основным контрагентом Бапнома стало южноиндийское государство Паллавов. Хотя хинаянский и всё более усиливающийся махаянский буддизм сохранял значительные позиции в обществе, во время его правления в обществе стало усиливаться влияние индуизма, на смену монархам-воинам пришли монархи-брахманы. V век ознаменовался усилением храмового строительства, ростом влияния духовенства и, как следствие, новой вспышкой интереса к индийскому опыту. На смену кушанскому алфавиту ранних надписей пришёл венги, распространённый у Паллавов, и грантха, распространённый в V в. на Коромандельском побережье. Во время правления Каундиньи II была принята новая система летосчисления — шака.